# Goulien
Goulien è un comune francese di 438 abitanti situato nel dipartimento del Finistère nella regione della Bretagna.

## Società

### Evoluzione demografica
Abitanti censiti